# Grad (vinkelmål)
 For alternative betydninger, se Grad. (Se også artikler, som begynder med Grad)
Grader er et mål for størrelsen af en vinkel. Der går 360 grader på en tørn (en fuld cirkel), mens en ret vinkel er på 90 grader. Man benytter også symbolet ° for grader, og skriver således f.eks. 90° for en ret vinkel.
Grader kan også angives som decimalgrad (12,255°) eller grader, minutter og sekunder (12°15'18"; kaldet DMS efter Degrees Minutes Seconds). Den sidste form anvendes især inden for navigation, til angivelse af længde- og breddegrader. Også her svarer 360° til en tur hele vejen rundt om jorden.
Omregning mellem radianer og grader:
- radianer = grader · π/ 180°
- grader = radianer · 180° / π